# Bouquetot
Bouquetot es una comuna francesa situada en el departamento de Eure, en la región de Normandía.

## Demografía
| 523 | 513 | 589 | 645 | 781 | 840 | 1027 |
| Para los censos de 1962 a 1999 la población legal corresponde a la población sin duplicidades (Fuente: INSEE [Consultar]) |     |     |     |     |     |      |